# غورانكش ملاغهرام
غورانكش ملاغهرام (بالفارسية: گورانکش ملاگهرام) هي قرية تقع في البلدة المركزية في إيران. يقدر عدد سكانها بـ 0 نسمة بحسب إحصاء 2016.